# Psychophasma
Psychophasma är ett släkte av fjärilar. Psychophasma ingår i familjen björnspinnare.
Kladogram enligt Catalogue of Life:
| Psychophasma | \| \| Psychophasma albidator \| \| \| \| \| \| Psychophasma erosa \| \| \| \| \| \| Psychophasma vitripennis \| \| \| \| |
|              | \| \| Psychophasma albidator \| \| \| \| \| \| Psychophasma erosa \| \| \| \| \| \| Psychophasma vitripennis \| \| \| \| |
|              | Psychophasma albidator                                                                                                   |
|              | |
|              | Psychophasma erosa |
|              | |
|              | Psychophasma vitripennis                                                                                                 |
|              | |